# Antoine Bodar
Antonius Petrus Lambertus (Antoine) Bodar ('s-Hertogenbosch, 28 december 1944) is een Nederlandse rooms-katholieke priester, kunsthistoricus, auteur van boeken op het terrein van cultuur en kerk.
Bodar was aanvankelijk bekend als presentator van radio- en televisieprogramma's. Hij was daarna docent aan de Leidse universiteit en hoogleraar in Tilburg. Bodar werd op latere leeftijd tot priester gewijd en bleef daarna als maker van eigen programma's en als gast in die van anderen optreden op radio en televisie. Hij heeft talrijke boeken op zijn naam staan.

## Vroege levensloop
Al op jeugdige leeftijd voelde Bodar zich aangetrokken tot de mystiek van de liturgie, en ontstond in hem het verlangen om priester te worden. Hij werd daarom, zoals veel jonge katholieken, misdienaar. De jezuïetenpaters van het Amsterdamse St. Ignatiusgymnasium waar hij leerling was, stuurden hem in 1962 vanwege "gebrek aan resultaten" van school. Door toedoen van zijn vader ging hij daarom overdag aan het werk als medewerker in het archief van dagblad De Tijd en volgde in de avonduren de opleiding gymnasium-α, waarvoor hij in 1969 het staatsexamen met goed gevolg aflegde.

## Studies
Bodar studeerde geschiedenis, kunstgeschiedenis, literatuurwetenschap, filosofie en theologie aan de universiteiten van Amsterdam, Bazel, Leiden en Utrecht. In alle vakken behaalde hij zijn doctoraal. In 1987 promoveerde hij aan de Universiteit van Amsterdam cum laude tot doctor in de filosofie op het proefschrift De schoonheidsleer van André Jolles.

### Wetenschappelijke werk
In 1978 werd hij docent in kunstgeschiedenis en esthetica aan de Universiteit Leiden tot aan 1983, en vanaf 1985 tot 2003. Hij is benoemd tot bijzonder hoogleraar christendom, cultuur en media aan de Universiteit van Tilburg in 2006.

## Werk voor de media

### Televisie
In 1965 begon Bodar zijn carrière bij de publieke omroep. In het begin van de jaren negentig maakte hij het televisieprogramma Eeuwigh gaat voor oogenblick voor de KRO. In dit programma ontving hij schrijvers, politici en theologen, zoals Sem Dresden, Johan Polak, Kees Fens, H.W. von der Dunk, J. van Baal en Gerard Reve. In december 2011 blies de RKK het programma nieuw leven in. Bodar presenteerde het opnieuw en ontving tijdens de eerste drie uitzendingen, die werden uitgezonden rond kerst, de gasten Paul Witteman, Adriaan van Dis en Hilde Kieboom. De nieuwe reeks kreeg in 2012 een vervolg met twee uitzendingen, uitgezonden met Pasen en Pinksteren, waarin Antoine Bodar Hans Wiegel en Agnes Jongerius ontving. In 2015 volgden uitzendingen met o.m. Dries van Agt, de kardinalen Danneels, Simonis en Eijk, Huub Oosterhuis, Connie Palmen, Maarten 't Hart en Vonne van der Meer. Voor de omroep RKK maakt Bodar bovendien bepaalde themaprogramma's zoals over Franciscus van Assisi, de Bijbel in de schilderkunst, Jezus van Nazareth, Benedictus en Constantijn de Grote.
Op 28 december 2016 startte de serie Bodar in de voetsporen van Paulus waarin Bodar via Israël, Griekenland, Turkije, Malta en Italië uitzoekt hoe Paulus tot in uithoeken van de wereld christenen weet te vervolgen tot Paulus uiteindelijk tot bekering komt. Nadien volgden nog series over Hildegard von Bingen en Edith Stein.

### Radio
Hij werkte onder andere mee aan KRO radio- en televisieprogramma's als Telixer, Carionca, Sjook en Schoolradio. Vanaf 1968 werkte hij voor de VARA, de NOS, en de VPRO, met onder anderen Netty Rosenfeld en Bob Uschi. Voor TROS radio werkte hij eind jaren zeventig, begin jaren tachtig mee aan enkele kunstprogramma's. Van september 2010 tot en met december 2015 presenteert Bodar op Radio 4 het programma Echo van Eeuwigheid dat in augustus 2012 uit Luisteronderzoek het best beluisterde programma van die zender bleek te zijn.

## Priesterroeping
In 1985 besloot Antoine Bodar gehoor te geven aan zijn roeping om priester te worden. Hij werd te Amsterdam tot diaken gewijd op 17 mei 1992 en priester gewijd op 26 september 1992 door bisschop Bomers in de Haarlemse kathedrale basiliek Sint Bavo. Na zijn wijding werd Bodar, alhoewel geen lid van de orde der jezuïeten, benoemd tot assistent in de Amsterdamse jezuïetenkerk 'de Krijtberg' hetgeen hij tot 1995 zou blijven. Bodar is oblaat van de benedictijnen in Vaals. Van 1997 tot 1999 was hij lid van de priesterraad van het bisdom Haarlem. Hij is ridder in de Orde van het Heilig Graf van Jeruzalem.

### Studie in Rome
Halverwege 1998 vertrok Bodar, met toestemming van de bisschop van Haarlem naar Rome. Daar nam hij zijn intrek in het Duitstalige priestercollege Santa Maria dell'Anima. Ook zette hij hier aan de Pontificia Università Gregoriana zijn theologische studies voort, met als doel een proefschrift te schrijven met betrekking tot aspecten van de katholieke liturgie. Van de Santa Maria dell'Anima was hij tussen 2005 en 2007 vice-rector.
Intussen schreef Bodar diverse columns voor onder meer het Katholiek Nieuwsblad, NRC, Trouw en Nederlands Dagblad, die later in boekvorm verschenen onder de titels Romeinse Brieven, Uit de eeuwige stad, Geborgen in traditie, Geheim van het geloof e.a.

### Plebaan van 's-Hertogenbosch
In de late zomer van 2002 bezocht bisschop mgr. Antoon Hurkmans van het bisdom 's-Hertogenbosch Bodar in Rome en vroeg hem plebaan te worden van de Sint-Janskathedraal in 's-Hertogenbosch, dat is de priester die zich met de normale pastorale zorg van een kathedrale parochie bezighoudt. Per 1 maart 2003 werd hij benoemd en op 30 maart geïnstalleerd. Hij vertrok weer in januari 2004, na zijn herhaald verzoek om ontheffing van zijn functie aan bisschop Hurkmans. De hem beloofde assistentie bleef uit en de aanwezige kapelaan werd elders benoemd. Tussen plebaan Bodar en delen van de parochie waren wrijvingen ontstaan, met name over liturgische kwesties. Bodars opvatting dat de liturgie in de Bossche kathedraal te veel gericht was op het horizontale (de band tussen de gelovigen onderling) en te weinig op het verticale (de band van de gelovige met God), stuitte op onoverkomelijke bezwaren bij een deel van de kerkgangers. Ook werd Bodar verweten te weinig pastor te zijn. Bodar zelf verweerde zich tegen deze kritiek in een interview met het Katholiek Nieuwsblad, waarin hij zei dat hij liever leraar en herder wilde zijn dan zich te lenen voor "gemoedelijke dagjes uit en maaltijden in de kring van de aanzienlijken". Zijn Bossche belevenissen bundelde Bodar in het boek Klokkenluider van Sint Jan.

### Rome
Sindsdien woont en werkt Bodar weer in Rome, maar hij blijft regelmatig te gast in de Nederlandse media. Bodar verklaarde dikwijls dit mediaoptreden te zien als een onderdeel van zijn missionaire taak als priester. In de Nederlandse media trad hij onder meer regelmatig op inzake kwesties rond seksueel misbruik waarbij hij - als priester - namens de Kerk het boetekleed aantrok. Voor de website van de omroep RKK sprak hij wekelijks een zondagse meditatie, onder de titel "Uit de eeuwige stad".

### Bisdomsstaf 's-Hertogenbosch
Vanaf 2012 was Bodar lid van de bisdomsstaf van Den Bosch, als gedelegeerde voor universiteiten en studentenpastoraat. Als lid van de staf droeg hij ook bij aan het algemeen beleid van het bisdom. Na het aantreden van Gerard de Korte als bisschop van Den Bosch, legde hij deze taken neer.

### Bodar en paus Franciscus
Op 21 februari 2015 publiceerde Bodar een essay in het dagblad Trouw waarin hij zich kritisch uitliet over het pontificaat van paus Franciscus die hij een "impulsief als Petrus zelf" noemde. Bodars betoog, bedoeld als een evaluatie van het tweejarig pausschap van Franciscus, komt hierop neer dat hij de (Nederlandse) media verwijt alleen oog te hebben voor uitlatingen van de paus die zouden duiden op (radicale) veranderingen, terwijl de paus zich feitelijk voegt in de continuïteit van het pausschap, en zich zeker geen breuk met de leer, die door zijn voorgangers werd uitgedragen, veroorlooft. Daarnaast betoogt Bodar dat Franciscus' pleidooi voor een "arme kerk" feitelijk onwerkbaar is en dat veel wat daarvan door Franciscus wordt uitgedragen "symboolpolitiek" zou zijn. Ten slotte meent hij dat het pontificaat van Franciscus - met name in gedraging, improvisatie en onduidelijkheid - veel stijlverlies met zich heeft meegebracht. Het essay deed veel stof opwaaien in katholiek Nederland. Bodar zelf reageerde op al deze commotie door te zeggen dat het hem er vooral om te doen was om weer wat "nuchterheid" terug te brengen in het debat over de Argentijnse paus.

### Erekanunnik
Bodar werd op 19 februari 2020 benoemd tot erekanunnik van de Kathedrale basiliek Sint Bavo te Haarlem.

### Rector Friezenkerk
In september 2020 benoemde het Vicariaat Rome op voordracht van de Nederlandse Bisschoppenconferentie Bodar tot rector van de Friezenkerk in Rome als opvolger van Antoon Hurkmans. De benoeming werd op 24 december 2020 bekend gemaakt.

## Trivia
Op 25 november 2021 trouwde Thierry Baudet in de Noorderkerk in Amsterdam. Bodar, die Baudet sinds 2007 persoonlijk kent, zou zowel in de kerk als op het feest spreken, maar zag hiervan af omdat hij Baudets politieke overtuigingen niet deelt.

## Publicaties
- 1983 - Het verliteratuurde leven van André Jolles
- 1987 - De schoonheidsleer van André Jolles. Morphologische beschouwingen, Proefschrift Universiteit van Amsterdam
- 1992 - Eeuwigh gaat voor Oogenblick
- 1992 - Gezellin van de stilte
- 1994 - Wandelen met de Heer
- 1996 - Geheim van het geloof
- 1998 - Drinken van de beker
- 1998 - Weten waar de muze woont
- 1999 - Nochtans zal ik juichen
- 2001 - Romeinse brieven
- 2004 - Klokkenluider van Sint-Jan
- 2004 - In zwakheid krachtig
- 2007 - Ik droom mij Europa
- 2008 - Moeder of kind
- 2008 - Uit de eeuwige stad
- 2010 - Tot dienen geroepen
- 2010 - Passie van Jesus Christus / Lijden van de Zoon Gods
- 2010 - God wordt mens
- 2010 - In alle eenvoud, Antoine Bodar (met Gerrit Morren)
- 2011 - Verkoren en Veracht
- 2012 - Rome
- 2014 - Kerstverhalen
- 2014 - Bodar door het land van Franciscus
- 2016 - Geborgen in Traditie
- 2017 - Eeuwigh gaat voor Oogenblick
- 2018 - Droef Gemoed (met Nels Fahner)
- 2022 - Liturgie in traditie - Liturgie volgens Joseph Ratzinger/Benedictus XVI
- 2023 - Joseph Ratzinger. Een inleiding in zijn theologie
- 2024 - Romeins verblijf